# 梁袠
梁 袠（りょう ちつ、生没年不詳）は、中国明代の篆刻家である。
字は千秋。揚州府に生まれ南京に住んだ。
梁袠は、何震に師事し最も忠実に師法を遵守した。万暦28年（1610年）に印譜『印雋』を出版している。新安印派（黄山派・徽派・皖派）のひとりであり、その支流とみなされる雪漁派に属する。周亮工『印人伝』に略伝がある。